# Salasses
Els salasses (llatí: Salassi, grec Σαλασσοί) foren una poderosa tribu alpina del nord d'Itàlia que vivien a la moderna Vall d'Aosta, antiga Durias o Dora Baltea. Al seu territori hi havia els passos de muntanya del Petit i del Gran Sant Bernat; per un d'aquests se suposa que Hanníbal va entrar a Itàlia. No és clar si eren gals o lígurs, però aquesta segona possibilitat és la més factible.
Apareixen per primer cop el 143 aC, quan foren atacats pel cònsol Api Claudi Pulcre, que fou derrotat i va perdre cinc mil homes. En un segon atac Claudi va matar cinquanta mil salasses (xifra probablement exagerada) i va reclamar els honors del triomf.
Els salasses van esdevenir tributaris de Roma, però algunes vegades apareixen en guerra contra la república, revoltats obertament o atacant caravanes romanes o les tropes que passaven pel seu país.
El 100 aC els romans van establir la colònia d'Eporedia (moderna Ivrea) a l'entrada de la vall, que per un temps va patir les incursions dels salasses. Encara en temps de Juli Cèsar els salasses van atacar el seu comboi. Dècim Juni Brut Albí, en el seu camí cap a la Gàl·lia després de la batalla de Mutina, va haver de comprar el dret de pas per una quantitat alta de diners. El 35 aC estaven altre cop revoltats i Antisti Vet els va combatre; el 34 aC foren sotmesos per Marc Valeri Messal·la Corví, però més tard es van tornar a revoltar i fou enviat contra ells Aulus Terenci Varró Murena (25 aC), que els va derrotar i va vendre la major part del poble com esclaus (36.000 persones, de les quals 8.000 eren guerrers). El nom dels salasses consta al Trofeu dels Alps com una de les tribus vençudes per August quan va pacificar la regió.
Eliminats els salasses, es va establir la colònia d'Augusta Pretòria (Praetoria Augusta, Aosta) i es va construir una via romana a través de la vall. Els salasses com a poble ja no tornen a ser esmentats.